# Мезотерапия
Мезотерапия (от греч. Mesos , «средний» и терапия от греч. Therapeia ) — это изначально инвазивный нехирургический метод, который использует микроинъекции фармацевтических и гомеопатических препаратов, экстрактов растений, витаминов и других ингредиентов в подкожно-жировую клетчатку. Инъекции мезотерапии нацелены как на действие самого вводимого препарата, так и на стимулирование биологически активных тоже на коже.

## История
Медики начали внутрикожное введение медикаментов в область патологического очага ещё в XVIII веке, вскоре после того, как в 1853 году французский хирург Шарль-Габриэль Правас изобрел шприц с полой иглой и поршнем, позволивший дозированно вводить в ткани растворы. Однако сам термин «мезотерапия» появился позже — в 1958 году. Ввел его доктор Мишель Пистор (Франция, 1924-2003).
Будучи врачом во французской деревне Бре-э-Лю в 1952 году, Мишель Пистор попытался применить прокаин внутривенно для купирования приступа бронхоспазма у пациента с бронхиальной астмой. Прямого эффекта на патологию инъекция не оказала, но на следующий день пациент, одновременно страдавший глухотой, рассказал Пистору, что услышал бой колоколов. Это заинтересовало Пистора, и он попробовал воспроизвести результат. Хотя убедительного подтверждения не было получено, он решил, что нужно вводить прокаин как можно ближе к очагу заболевания. С тех пор Пистор начал вводить прокаин внутрикожно, непосредственно в очаг заболевания или как можно ближе к нему. Результаты своего труда он впервые опубликовал 4 июня 1958 года в La Presse medicale, где и дал своему открытию название «мезотерапия».
Пистор основал Французское общество мезотерапии в 1964 году и распространил эту технику на лечение общих медицинских, ветеринарных и косметических заболеваний. В 1987 году Французская национальная медицинская академия официально признала мезотерапию медицинской специальностью.
Изначально мезотерапия представляла собой внутрикожное введение прокаина и была признана французской Медицинской Академией как дополнительный метод при лечении болей.

## Определения мезотерапии
Мишель Пистор дал определение, ставшее девизом мезотерапии: «Peu, rarement au bon endroit» — «Редко, мало и в нужное место». «Редко» означает, что процедуры проводятся один раз в несколько дней (обычно, раз в неделю), «мало» означает, что при каждой инъекции вводится небольшой объем препарата (десятые и сотые доли миллилитра), «в нужное место» значит, что лекарство вводится непосредственно в очаг (поражённый орган), или как можно ближе к нему, или в проекционную (рефлексогенную) зону.
Андре Даллоз-Бургиньон[кто это?] даёт такое определение: «Мезотерапия — метод пре- и трансдермального введения аллопатических субстанций».
Мезотерапевт Игнасио Ордис: «Мезотерапия представляет собой метод введения медикаментов внутрикожным путём, в малых дозах, как локо-регионально, так и на расстоянии от пораженного органа, в целях получения фармацевтического эффекта за счет вводимых медикаментов, а также, за счет стимулирующего действия уколов, что приводит к положительным результатам при многочисленных патологических состояниях».

## Классификация мезотерапии
Мезотерапия классифицируется по следующим критериям:
- по областям применения: клиническая (лечебная) и эстетическая;
- по применяемому оборудованию: ручная и аппаратная;
- по медикаментам: безмедикаментозная (сухая мезотерапия по Пистору) и с медикаментами;
- по применяемым медикаментам: аллопатическая мезотерапия, гомеопатическая (антигомотоксическая) мезотерапия, биомезотерапия, фитомезотерапия, мезотерапия с применением газов;
- по преимущественному воздействию на организм: общее, системное, локо-региональное, локальное;
- по глубине введения препаратов: эпидермальная, поверхностная дермальная, глубокая дермальная, дермо-гиподермальная, гиподермальная, внутримышечная, смешанная.

## Показания к  проведению мезотерапии
- все виды болей (соматогенные, нейрогенные, ангиогенные, психогенные, острые и хронические);
- все стадии и виды воспаления (экссудативные, гнойные, геморрагические, пролиферативные);
- патология сосудистой системы (варикоз, хроническая венозная недостаточность, атеросклероз, диабетическая ангиопатия, купероз, телеангиэктазии, любые нарушения микроциркуляции);
- заболевания кожи и её придатков (в том числе целлюлит, алопеция (облысение), онихомикоз, патологические рубцы (инфицированные, атрофические, гипертрофические, в том числе келоидные), пигментные нарушения, акне, растяжки, возрастные изменения, морщины, гравитационный птоз и пр.);
- заболевания иммунной системы (иммунодефициты, лимфадениты, лимфангаиты, лимфаденопатии);
- заболевания ЛОР-органов, брюшной полости, гинекологической сферы, нарушения обмена веществ и мн.др.

## Противопокaзания и осложнения
Абсолютные противопоказания - патологическая боязнь иглы, новообразования в местах инъекций, гемофилия (для глубоких техник с повреждением сосудов), индивидуальная непереносимость отдельных веществ.
Относительные противопоказания связаны, в основном, с противопоказаниями и побочными действиями лекарств (аллергические реакции, идиосинкразии) с патологией выделительных систем (печеночная и почечная недостаточность), нарушением выведения, индивидуaльная непереносимость отдельных препaратов и их компонентов.
Осложнения мезотерапии
Часто к осложнениям мезотерапии относят болезненность, кровотечения и кровоизлияния, эритемы и лейкодермии. Это не осложнения, а нежелательные явления, или побочные действия метода, так как мезотерапия является инвазивной инъекционной методикой.
Причины осложнений:
- неправильный выбор медикаментов;
- использование не допущенных к медицинскому применению веществ;
- нарушение правил, техник и способов введения препаратов;
- медицинская некомпетентность;
- нарушение правил асептики и антисептики;
- самолечение.

Осложнения мезотерапии делятся на непрогнозируемые и прогнозируемые.
Непрогнозируемые осложнения возникают при:
- отсутствии, или низкой квалификации проводящего процедуру;
- использовании не допущенных к медицинскому применению веществ, с неизвестным составом (включая основное действующее вещество, консерванты, стабилизаторы и пр.);
- проведении процедур вне медицинских учреждений;
- самолечении и пр.

В таких случаях сложно судить о причинах и механизмах развития осложнения, что существенно затрудняет диагностику и лечение, повышает риск неблагоприятных исходов.
Прогнозируемые осложнения связаны с побочными действиями лекарственных средств и особенностями их применения.
Каждое лекарственное средство, допущенное к медицинскому применению, имеет государственную регистрацию и руководство по применению, содержащее подробное описание препарата, его дозировки, механизмы действия, способы введения, побочные действия, осложнения, способы их предупреждения и лечения.
Применение не допущенных к медицинскому использованию веществ является нарушением закона во всех странах мира и влечет за собой административную, уголовную и материальную ответственность.

## Клинические исследования
Дезоксихолевая кислота получила одобрение FDA в качестве инъекционного препарата для растворения подкожного жира в июне 2015 года. Это было основано на рандомизированном исследовании фазы III с участием 2600 пациентов. 68,2% ответили изменением жирового отложения. У 81% были лёгкие побочные реакции в виде гематом, отеков, боли, онемения, эритемы и уплотнения вокруг обработанной области.

## Применение в косметологии и сочетание с другими косметологическими методами
Если рассматривать мезотерапию в сочетании с другими омолаживающими методами, такими как пилинги, ботулинотерапия, процедуры по уходу за кожей, то существует определенная очередность их проведения.

### Мезотерапия и пилинги
Сначала проводятся пилинги. В результате курса пилингов устраняется гиперкератоз, возрастают интенсивность обменных процессов и способность клеток кожи к регенерации. После пилинга кожа идеально подготовлена к проведению курса мезотерапии. Благодаря содержанию в составе мезотерапевтических коктейлей витаминов и микроэлементов достигается выраженный синергетический эффект применения двух разных методов.
Интервал между пилингом и мезотерапией может варьироваться в зависимости от глубины пилинга и индивидуальных особенностей пациента. Считается, что минимальный промежуток между пилингом и мезотерапии должен составлять 10–15 дней.

### Мезотерапия и инъекции ботулотоксина
Очередность процедур следующая: сначала выполняется процедура (или курс) мезотерапии, затем проводятся инъекции  ботулотоксина. Такая последовательность объясняется тем, что инъекции мезотерапевтических коктейлей способствуют активной регенерации клеток кожи и нервных окончаний, что ускоряет восстановление мимической активности.
Предпочтительный интервал между этими методами составляет примерно 15 дней. Не следует путать инъекции ботулотоксина с процедурой "мезоботокс", при которой препарат ботулинического токсина вводится внутрикожно с применением мезотерапевтической техники.

### Мезотерапия и косметологические процедуры по уходу за кожей лица
Мезотерапию можно выполнять не менее чем через 2-3 дня после косметологической процедуры по уходу за кожей лица. Такой срок объясняется тем, что в течение данного периода на коже и в ее порах частично сохраняются средства, которые применялись при процедуре. При выполнении микроинъекций препараты могут попасть внутрь кожи и спровоцировать раздражения и даже воспалительные реакции.
Косметологическую процедуру по уходу за кожей можно проводить не менее чем через 7-10 дней после мезотерапии. Именно столько времени необходимо для полного заживления и восстановления целостности кожного покрова.